# جورج ماي فيلبس
جورج ماي فيلبس (بالإنجليزية: George May Phelps)‏ هو مهندس أمريكي، ولد في 19 مارس 1820 في وترفليت في الولايات المتحدة، وتوفي في 18 مايو 1888 في بروكلين في الولايات المتحدة.